# Strängnäs (stad)
Strängnäs is de hoofdstad van de gemeente Strängnäs in het landschap Södermanland en de provincie Södermanlands län in Zweden. De plaats heeft 12.296 inwoners (2005) en een oppervlakte van 592 hectare.
Ten oosten van Strängnäs ligt het eiland Selaön in het Mälarmeer.

## Verkeer en vervoer
Bij de plaats lopen de E20 en Riksväg 55.
De plaats heeft een station.

## Geboren
- Lennart Nilsson (1922-2017), fotograaf en wetenschapper